# Pallacanestro Virtus Rome
Maillots
Le Pallacanestro Virtus Roma est un club italien de basket-ball évoluant dans la ville de Rome. En proie à des difficultés financière le club est dissous en décembre 2020.

## Historique
Le club a tout d'abord été fondé en 1960 par la fusion de deux clubs romains qui évoluait dans des divisions inférieures : San Saba et Gruppo Borgo Cavalleggeri. La nouvelle entité prendra tout d'abord le nom de Virtus Aurelia, avant de devenir la Pallacanestro Virtus Roma.

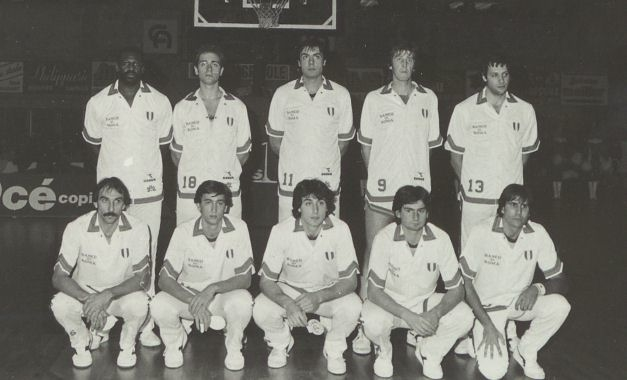
L'équipe du Pallacanestro Banco di Roma Virtus avant le coup d'envoi du match de Coupe des champions européens contre le Limoges CSP en 1983 au Palais des sports de Beaublanc.

En 1971 et l'arrivée du sponsor Banco di Roma, la Virtus prend son envol, et atteint la Serie A1 en 1980.
En 1983, la Virtus remporte le Scudetto avant de s'adjuger la Coupe des clubs champions en 1984.
 Il a également gagné la Coupe Korać en 1986 et en 1992.
En 2012-2013, le club atteint la finale du championnat où il est battu par le Montepaschi Siena, le club dominant de cette période. Rome obtient le droit de participer à l'Euroligue mais refuse car le club ne souhaite pas grever son budget et mettre en danger son programme de reconstruction de l'équipe pour remplir un critère de l'Euroligue exigeant un nombre minimal de places dans la salle dans laquelle le club évolue.

## Noms successifs
Depuis la saison 2011-2012, le club se nomme désormais Acea Roma. Comme beaucoup de clubs italiens, la Virtus a vu sa dénomination sociale changer par l'apport d'un sponsor. Ainsi on retrouve au fil des ans :
- 2003-2011 : Lottomatica Roma
- 2001-2002 : Wurth Roma
- 1999-2001 : AdR Roma
- 1997-1999 : Calze Pompea Roma
- 1996-1997 : Telemarket Roma
- 1995-1996 : Nuova Tirrena Roma
- 1994-1995 : Teorematour Roma
- 1993-1994 : Burghy Roma
- 1989-1992 : Il Messaggero Roma
- 1988-1989 : Phonola Roma
- 1971-1988 : Banco di Roma
- Avant 1971 : Virtus

## Palmarès

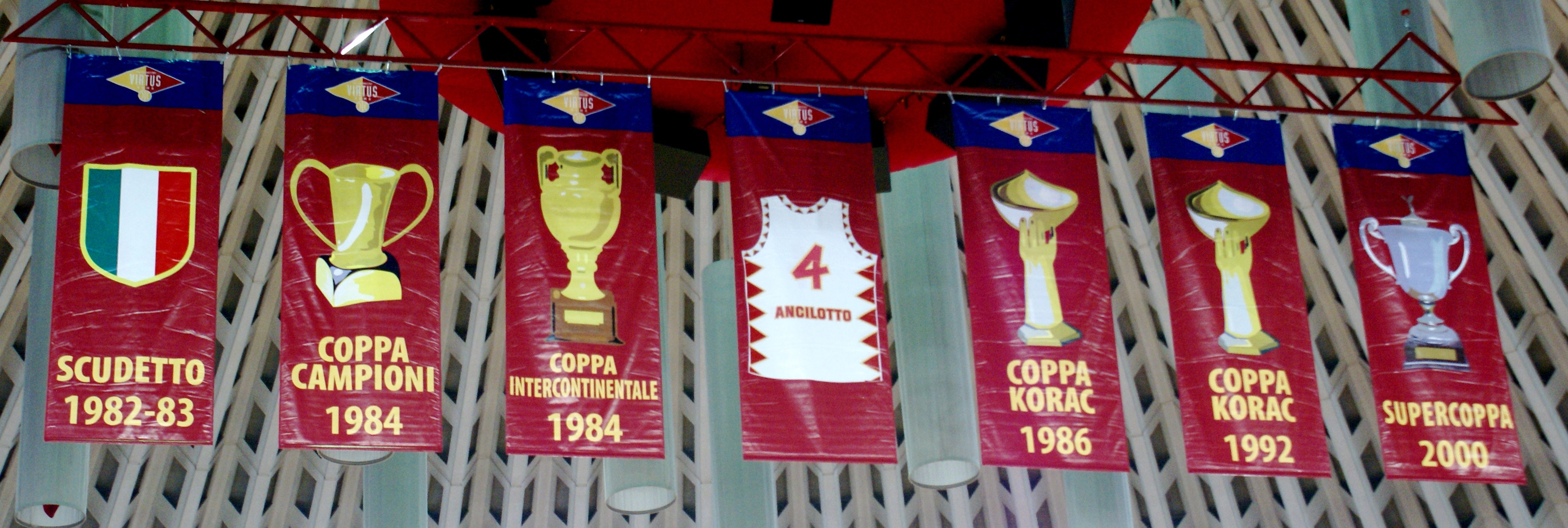
Drapeaux rappelant les trophées du club

### International
- Vainqueur de la Coupe d'Europe des clubs champions : 1984
- Vainqueur de la Coupe Korać 1986, 1992
- Vainqueur de la Coupe Intercontinentale : 1984
- Finaliste de la Coupe Korać 1993

### National
- Championnat d'Italie : 1983
- Supercoupe d'Italie : 2000

### Bilan saison par saison
| Saison    | Championnat | Championnat | Championnat | Championnat | Championnat                                | Coupe Italie                      | SuperCoupe Italie        | Participation européenne  | Participation européenne     |
| Saison    | Division    | Bilan       | Class.      | Bilan       | Playoffs                                   | Coupe Italie                      | SuperCoupe Italie        | Compétition               | Résultat                     |
| --------- | ----------- | ----------- | ----------- | ----------- | ------------------------------------------ | --------------------------------- | ------------------------ | ------------------------- | ---------------------------- |
| 1971-1972 | C           | 2-20        | 11e         | -           | -                                          | -                                 |                          |                           |                              |
| 1972-1973 | C           |             |             | -           | -                                          | -                                 |                          |                           |                              |
| 1973-1974 | C           |             | 2e          |             | -                                          | -                                 |                          |                           |                              |
| 1974-1975 | B           |             |             |             | -                                          | -                                 | -                        |                           |                              |
| 1975-1976 | B           |             | -           |             | -                                          |                                   | -                        |                           |                              |
| 1976-1977 | B           |             | -           |             | -                                          |                                   | -                        |                           |                              |
| 1977-1978 | B           |             | 4e          |             |                                            |                                   | -                        | -                         |                              |
| 1978-1979 | A2          | 15-11       | 5e          | 2-3         |                                            |                                   | -                        | -                         |                              |
| 1979-1980 | A2          | 18-8        | 3e          |             |                                            |                                   | -                        | -                         |                              |
| 1980-1981 | A1          | 13-19       | 10e         |             | -                                          |                                   | -                        | -                         |                              |
| 1981-1982 | A1          | 14-18       | 10e         |             | -                                          |                                   | -                        | -                         |                              |
| 1982-1983 | A1          | 22-8        | 1er         | 6-2         | Champion d'Italie 2-1 Billy Milano         |                                   |                          | Coupe Korać               | Quarts de finale             |
| 1983-1984 | A1          | 15-15       | 9e          |             | -                                          | Quarts de finale                  |                          | Coupe des clubs champions | Vainqueur FC Barcelone       |
| 1984-1985 | A1          | 23-7        | 1er         | 1-2         | Quarts de finale 1-2 vs Scavolini Pesaro   | Quarts de finale                  |                          | Coupe des clubs champions | Tour final                   |
| 1985-1986 | A1          | 13-17       | 10e         | 3-2         | Quarts de finale 1-2 vs Arexons Cantù      | Quarts de finale                  |                          | Coupe Korać               | Vainqueur Mobilgirgi Caserta |
| 1986-1987 | A1          | 15-15       | 8e          | 1-2         | Huitième de finale 1-2 vs Scavolini Pesaro | Seizième de finale                |                          | -                         |                              |
| 1987-1988 | A1          | 14-16       | 10e         | 3-3         | Quarts de finale 1-2 vs Tracer Milano      | Quarts de finale                  |                          | -                         |                              |
| 1988-1989 | A1          | 11-19       | 12e         | 7-3         | 2e Playout                                 | Seizième de finale                |                          | -                         |                              |
| 1989-1990 | A1          | 16-14       | 8e          | 3-3         | Quarts de finale 1-2 vs Scavolini Pesaro   | Finale                            |                          | -                         |                              |
| 1990-1991 | A1          | 18-12       | 4e          | 2-3         | Demi-finale 0-2 vs Philips Milano          | Huitième de finale                |                          | -                         |                              |
| 1991-1992 | A1          | 17-13       | 6e          | 5-3         | Demi-finale 1-2 vs Benetton Trevise        | Quarts de finale                  | 5-8                      | Coupe Korać               | Vainqueur Scavolini Pesaro   |
| 1992-1993 | A1          | 13-17       | 12e         | 7-3         | 1er Playout                                | Huitième de finale                |                          | Coupe Korać               | finale Philips Milano        |
| 1993-1994 | A1          | 10-20       | 15e         |             | -                                          | Seizième de finale                |                          | -                         |                              |
| 1994-1995 | A1          | 16-16       | 8e          | 2-2         | Quarts de finale 0-2 vs Buckler Bologna    | Huitième de finale                |                          | -                         |                              |
| 1995-1996 | A1          | 18-14       | 6e          | 1-2         | Quarts de finale 1-2 vs Benetton Treviso   | Huitième de finale                |                          | -                         |                              |
| 1996-1997 | A1          | 18-16       | 6e          | 4-4         | Quarts de finale 2-3 vs Kinder Bologna     | Huitième de finale                |                          | Coupe Korać               | Quarts de finale             |
| 1997-1998 | A1          | 12-14       | 8e          | 3-3         | Quarts de finale 1-3 vs Kinder Bologna     | Quarts de finale                  |                          | Coupe Korać               | Demi-finale                  |
| 1998-1999 | A1          | 13-13       | 6e          | 2-4         | Quarts de finale 0-3 vs Kinder Bologna     | Quarts de finale                  |                          | Coupe Korać               | Huitième de finale           |
| 1999-2000 | A1          | 17-13       | 6e          | 1-2         | Huitième de finale 1-2 vs Telit Trieste    | Quarts de finale                  | Vainqueur Virtus Bologna | Coupe Korać               | Quarts de finale             |
| 2000-2001 | A1          | 24-10       | 4e          | 1-3         | Quarts de finale 1-3 vs Benetton Treviso   | Demi-finale                       |                          |                           |                              |
| 2001-2002 | A           | 18-18       | 8e          | 2-3         | Quarts de finale 0-3 vs Skipper Bologna    | -                                 |                          |                           |                              |
| 2002-2003 | A           | 25-9        | 2e          | 5-4         | Demi-finale 2-3 vs Skipper Bologna         | Quarts de finale                  |                          |                           |                              |
| 2003-2004 | A           | 19-15       | 7e          | 0-3         | Quarts de finale 0-3 vs Skipper Bologna    | Quarts de finale                  |                          | Euroligue                 | Premier tour                 |
| 2004-2005 | A           | 18-16       | 6e          | 4-4         | Demi-finale 1-3 Climamio Bologna           | Demi-finale                       |                          |                           |                              |
| 2005-2006 | A           | 22-12       | 6e          | 4-4         | Demi-finale 1-3 vs Benetton Treviso        | Finale                            |                          | Coupe ULEB                | Quarts de finale             |
| 2006-2007 | A           | 22-12       | 4e          | 4-3         | Demi-finale 1-3 vs Montepaschi Siena       | Quarts de finale                  |                          | Euroligue                 | Top 16                       |
| 2007-2008 | A           | 23-11       | 2e          | 7-5         | Finale 1-4 vs Montepaschi Siena            | Quarts de finale                  |                          | Euroligue                 | Top 16                       |
| 2008-2009 | A           | 20-10       | 2e          | 2-3         | Quarts de finale 2-3 Angelico Biella       | Quarts de finale                  |                          | Euroligue                 | Top 16                       |
| 2009-2010 | A           | 15-13       | 7e          | 0-3         | Quarts de finale 0-3 Pepsi Caserta         |                                   |                          | Euroligue                 | Premier tour                 |
| 2010-2011 | A           | 14-16       | 9e          |             | -                                          | -                                 |                          | Euroligue                 | Top 16                       |
| 2011-2012 | A           | 13-19       | 13e         | -           |                                            |                                   |                          | -                         | -                            |
| 2012-2013 | A           | 20-10       | 3e          | 9-10        | Finaliste Montepaschi Siena                | Demi-finale Varèse                |                          |                           |                              |
| 2013-2014 | A           | 17-13       | 6e          | 4-4         | Demi-finale Montepaschi Siena              | Quart de finale Montepaschi Siena |                          | EuroCoupe                 | Phase régulière              |

## Personnalités historiques

### Entraîneurs successifs

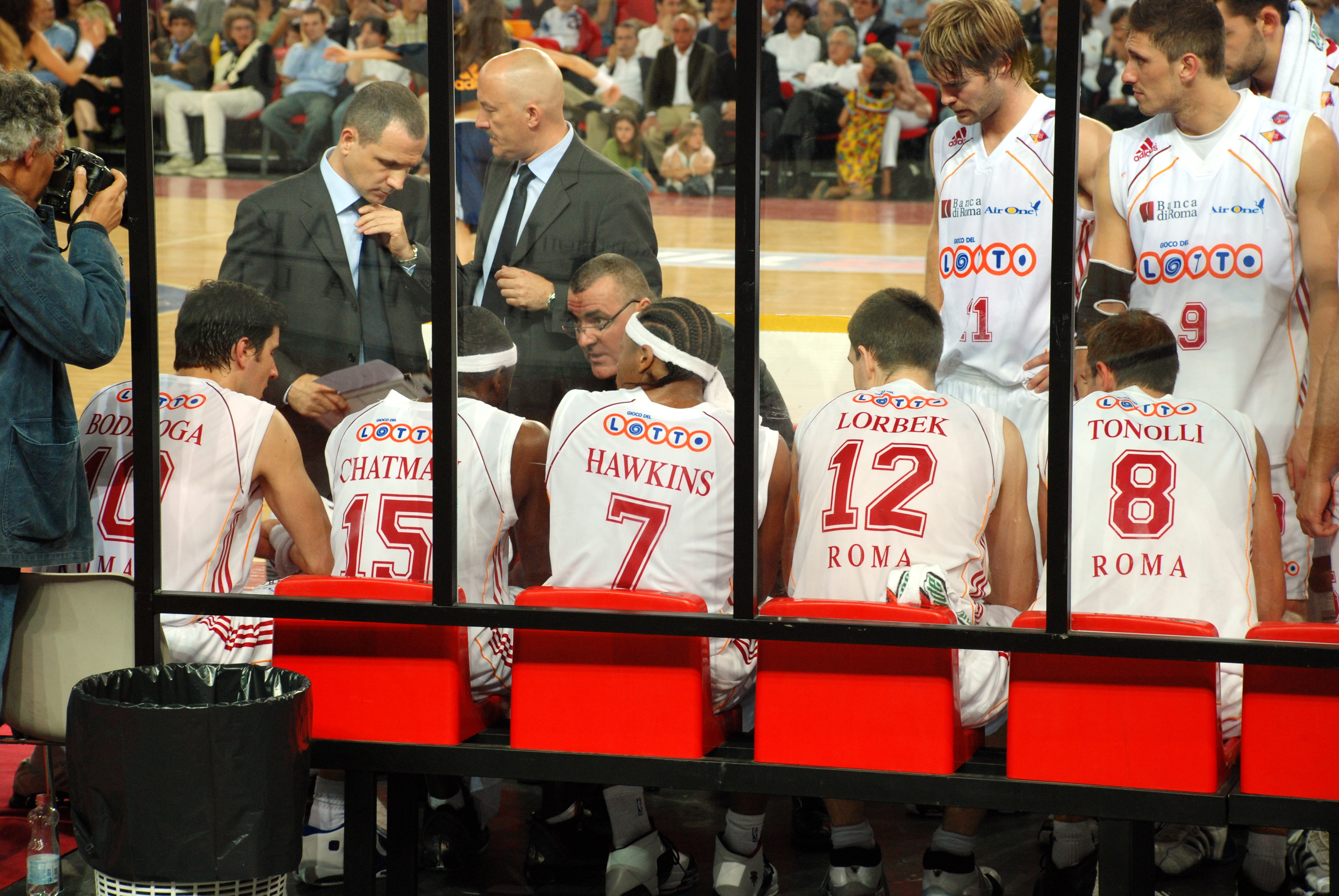
Jasmin Repesa avec Rome en 2006

Attilio Caja est, avec 233 matchs, l'entraîneur ayant dirigé le plus de rencontres du championnat italien à la tête du club de Pallacanestro Virtus Rome. Il dirige le club pendant deux périodes, de 1994 à 1999 puis de 2000 à 2002. Il devance Valerio Bianchini, qui dirige également le club pendant sept saisons, en trois périodes - 1982-1985, 1989-1991 puis 1999 - et 189 rencontres. Celui-ci obtient les principaux titres du club, le titre de champion d'Italie en 1983 puis la Coupe des clubs champions, face au FC Barcelone, l'année suivante, année où le club remporte également la Coupe intercontinentale. Caja est également l'entraîneur possédant le plus de victoires avec 126.
Au niveau du pourcentage des victoires, Cesare Pancotto est en tête avec 65,2 % en 23 rencontres. Il devance Jasmin Repesa, deuxième avec 62,5 % en 96 rencontres, Ferdinando Gentile 60,0 % en 35 rencontres, Piero Bucchi 59,8 % en 97 matchs et Svetislav Pešić 59,1 % en 66 matchs.
| Période   | Nom                 |
| --------- | ------------------- |
| 1972-1973 | Maurizio Polidori   |
| 1973-1974 | Umberto Della Penna |
| 1974-1976 | Sergio Lisotti      |
| 1976-1981 | Nello Paratore      |
| 1981-1982 | Giancarlo Asteo     |
| 1982      | Paolo Di Fonzo      |
| 1982-1985 | Valerio Bianchini   |
| 1985-1986 | Mario De Sisti      |
| 1986-1988 | Giuseppe Guerrieri  |
| 1988-1989 | Giancarlo Primo     |
| 1989      | Petar Skansi        |
| 1989-1991 | Valerio Bianchini   |
| 1991-1992 | Paolo Di Fonzo      |
| 1992-1994 | Franco Casalini     |
| 1994      | Nevio Ciaralli      |

| Période             | Nom                |
| ------------------- | ------------------ |
| 1994-1999           | Attilio Caja       |
| 1999                | Valerio Bianchini  |
| 1999                | Marco Calvani      |
| 1999-2000           | Cesare Pancotto    |
| 2000                | Marco Calvani      |
| 2000-2002           | Attilio Caja       |
| 2002-2005           | Piero Bucchi       |
| 2005-2006           | Svetislav Pešić    |
| 2006-Déc. 2008      | Jasmin Repeša      |
| Déc. 2008-Déc. 2009 | Ferdinando Gentile |
| Déc. 2009-Jan. 2011 | Matteo Boniciolli  |
| Jan. 2011-2011      | Sašo Filipovski    |
| 2011-Jan. 2012      | Lino Lardo         |
| Jan. 2012-2013      | Marco Calvani      |
| 2013-2014           | Luca Dalmonte (it) |

### Joueurs célèbres ou marquants
- Valerio Bianchini
- Dejan Bodiroga
- Tadija Dragićević
- Michael Cooper
- Tyus Edney
- Danny Ferry
- George Gervin
- Enrico Gilardi
- Steve Hanson
- Horace Jenkins
- Bogdan Tanjević
- Clarence Kea
- Austin Freeman
- Carlton Myers
- Vlado Ilievski
- Sasa Obradovic
- Anthony Parker
- Ramel Curry
- Ali Traoré
- Dino Radja
- Alex Righetti
- Daniel Santiago
- Hugo Sconochini
- Larry Wright
- Brandon Jennings
- Mire Chatman
- Ndudi Ebi
- Erazem Lorbek
- Marko Tušek
- Sani Bečirović